# کاونتری پاتمور

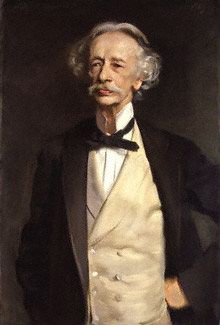
کاونتری پاتمور

کاونتری پاتمور (به انگلیسی: Coventry Patmore) (زاده ۲۳ ژوئیه ۱۸۲۳ - درگذشته ۲۶ نوامبر ۱۸۹۶) شاعر و منتقد انگلیسی بود. او را بیشتر با «فرشته در خانه» که شعری است دربارهٔ یک ازدواج ایده‌آل می‌شناسند.